# Нечаев, Виктор Фёдорович
Ви́ктор Фёдорович Неча́ев (28 июня 1937, д. Филистово, Ленинградская область — 2 декабря 2009, Екатеринбург) — руководитель госпредприятий на Верхнекамском месторождении калийно-магниевых солей, депутат городского Совета народных депутатов (г. Березники) (1977—1985), руководитель отдела внешнеэкономической деятельности при Пермском облисполкоме (1990—1992), инициатор создания Пермской Торгово-промышленной палаты (1991).

## Семья
Родился 28.06.1937 года в деревне Филистово Хвойнинского района (ныне — Новгородской области) в семье крестьян, был шестым, самым младшим ребёнком в семье. Мать — Евдокия Матвеевна Нечаева (урожд. Матвеева) (14.03.1897-30.10.1969), отец Федор Петрович Нечаев (26.05.1899—14.01.1938). Сестра Мария (1921—1942) погибла в блокаду Ленинграда, брат Василий (1927—2002) участник ВОВ с 1943 по 1945, брат Михаил (1928—1979) жил и работал в сельской местности Новгородской области, сестры Анна и Александра умерли в малолетстве.
Жена — Нечаева (урожд. Соколова) Ирина Ивановна (17.12.1939 - 16.09.2021), два сына 1960 и 1969 г.р., внучка 1984 г.р. и три внука: 1994 г.р. и двойня 2004 г.р.

## Биография
В 1952 году оканчивает 7 классов средней школы в д. Миголощи Новгородской области и уезжает учиться в Кировский горно-химический техникум (г.Кировск Мурманской области). В том же году Виктор Нечаев вступает в комсомол — ВЛКСМ. Техникум окончил в 1955 году по специальности геолог-буровик.
По окончании техникума с сентября 1956 года по октябрь 1960 года работает буровым мастером в различных геолого-разведочных структурах, подчиненных Северо-Западному геологоразведочному тресту (г. Ленинград): в Куйбышевской (ныне Самарской) области, на Западной Украине (Львовская и Станиславская (ныне Ивано-Франковская) области), в Северном Казахстане и Пермской области. В апреле 1960 года, после аварии на буровой, работает электриком 4-го разряда теплоизмерительной лаборатории ТЭЦ-10 Березниковского калийного комбината (г. Березники, Пермская область).

## Служба в Советской Армии
С октября 1960 года по август 1963 года служил срочную службу в Белорусском и Уральском военных округах оператором, позднее начальником, радиолокационной станции орудийной наводки. Уволен в запас в звании старшины. Закончил службу заведующим секретным делопроизводством полка и секретарем комсомольской организации.

## Березники
После армии работал на Березниковском калийном комбинате (преобразован в 1964 году в Производственное объединение (ПО) «Уралкалий») машинистом гезенко-проходческой машины, мастером, заместителем и начальником горного участка, заместителем главного инженера рудника (в составе рудоуправления № 1), начальником производственно-технического отдела рудоуправления № 1 (в составе ПО «Уралкалий»), заместителем главного инженера ПО «Уралкалий».
В 1964 году Виктор Нечаев избирался на 1 год секретарем комитета ВЛКСМ комбината и на 4 года (1969—1974) Председателем профсоюзной организации комбината.
В 1969 году окончил заочное отделение Ленинградского горного института, факультет «Разработка рудных и нерудных месторождений» по специальности «Комплексная механизация горных работ», профессия «Горный инженер». 
С сентября 1969 по июнь 1974 года преподавал по совместительству геологические дисциплины (Общая геология, Историческая геология, Месторождения полезных ископаемых) в Березниковском филиале Пермского политехнического института.
В 1972 году окончил Университет Марксизма-Ленинизма по специальности «Организация планирования и управление социалистическим производством».
В 1975 году окончил курсы повышения квалификации при Академии народного хозяйства по специальности «Экономика и управление народным хозяйством» со стажировкой в ПО «Белорускалий».
С апреля по июнь 1976 года работает заместителем главного инженера ПО «Уралкалий». В июле 1976 года Всесоюзный трест калийной промышленности — «Союзкалий» (московский главк при Министерстве химической промышленности СССР, позже при Министерстве по производству минеральных удобрений СССР) поручает Нечаеву организовать работу нового предприятия «Березниковское шахтостроительное управление» с московским подчинением (Приказ МХП СССР № 431 от 02.07.1976 г.). В июне 1976 года Виктор Федорович становится первым начальником БШСУ.
БШСУ работало как самоокупаемое (подрядное) государственное предприятие на всех 7 рудниках Верхнекамского месторождения калийно-магниевых солей, занималось строительством и монтажом наземных и подземных объектов калийного производства, монтажом конвейерных систем, гражданским строительством жилых объектов и объектов социальной сферы. Численность работников — до 1,5 тысяч человек.
В 1976 и 1980 годах Нечаев дважды (на 4 года каждый раз) избирался народным депутатом Городского Совета города Березники. Был председателем Комитета по охране природы.

## Соликамск
В 1983 году из состава ПО «Уралкалий» (г. Березники) выделен Соликамский калийный комбинат (г. Соликамск) — имеющий 3 рудоуправления, и переименован в ПО «Сильвинит». К концу 1984 года на ПО «Сильвинит» сложилась сложная экономическая ситуация. Трест «Союзкалий» и отдел химии Обкома КПСС настаивают на переходе Нечаева в ПО «Сильвинит» на должность Генерального директора.
Через год, в апреле 1986 года все 3 рудоуправления ПО «Сильвинит» впервые выполнили месячный план. В 1988 году привлекаются иностранные специалисты для строительства цеха грануляции и строительства объектов соцкультбыта, организуются перевалочные базы готовой продукции в г. Хабаровск и порту Восточный для экспорта минеральных удобрений, ставится рекорд производительности минеральных удобрений по итогам года. Плодотворно сотрудничает с отраслевым институтом ВНИИ «Галургия» г. Пермь. С привлечением инжиниринговой фирмы «СМЕЛТ» (Словения) в Соликамске построен современный роддом с гинекологическим отделением, начато строительство Дома престарелых с поликлиникой. В сложный период становления рыночных отношений на предприятии работали в ранге заместителей генерального директора Арнольд Давидович Штернберг (в будущем - крупный предприниматель), Тушнолобов Геннадий Петрович (в будущем - Председатель правительства Пермского края), Кондрашев Петр Иванович (последующий генеральный директор Сильвинит, крупный акционер и предприниматель).
Нечаев Виктор Фёдорович в 1989 году прослушал 4-месячные курсы в институте повышения квалификации при Всесоюзной академии внешней торговли со стажировкой в Лахтинском отделении Хельсинкского университета (Финляндия).
В 1988 году предприятие вышло на экспорт калийных удобрений через латышский «колхоз-миллионер» «Адажи» (заместитель директора Григорий Лучанский, в будущем известный российский предприниматель и меценат). За нарушение квот в 1989 году Нечаева В. Ф. приглашают на международное совещание производителей и экспортеров калийных удобрений, которое проводилось в ГДР, где благодаря твёрдой позиции производителей из СССР выделяется экспортная квота на 1,15 млн тн Как писали СМИ: "… в аэропорту Виктора Федоровича должны были после этого встречать цветами. Однако уже через два месяца его сняли с работы и отдали под суд «за несоциалистические методы хозяйствования».
19.12.1989 Совет трудового коллектива ПО «Сильвинит» принял решение «О выборах Генерального директора ПО Сильвинит» (Постановление ЦК КПСС, СМ СССР и ВЦСПС «О порядке избрания Советов трудовых коллективов и проведении выборов руководителей предприятий» от 08.02.1988 г.). Опыт участия В. Ф. Нечаева в выборах был неудачным, Генеральным директором ПО «Сильвинит» 30 марта 1990 избран Кондрашев П.И. — первый заместитель Нечаева В. Ф.
Уголовное дело по обвинению Нечаева В.Ф. «в несоциалистических методах хозяйствования» прекращено в начале 1990 года «в связи с отсутствием состава преступления».

## Пермь
В 1990—92 гг. работает начальником отдела внешнеэкономической деятельности (ОВЭД) при Пермском Облисполкоме.
В 1991 году Нечаев Виктор Федорович был инициатором и активно участвовал в создании Пермской Торгово-промышленной палаты.
В июне 1992 года В. Ф. Нечаев уходит со службы по состоянию здоровья.
С декабря 1992 года В. Ф. Нечаев занимается предпринимательской деятельностью в должности генерального директора ООО «Петронорд» (г. Пермь).
К 2003 году отходит от активной деятельности. Пишет документальные книги о предприятиях, на которых работал: «Уралкалий», БШСУ и «Сильвинит». Первая книга «Строить — значит жить» (2006) написана в соавторстве с Сабуровым Станиславом Владимировичем и Вылетком Игорем Борисовичем, соответственно — вторым и третьим руководителями БШСУ. Последние 4 книги о калийных предприятиях Урала написаны лично: «„Сильвинит“ смотрит вперёд. Записки Генерального директора» (2006), «Первопроходцы недр. Воспоминания первого начальника Березниковского шахтостроительного управления» (2007), «История Уральского калия» Книги I и II (2008 и 2009).
В феврале 2008 года переезжает в город Екатеринбург.
2 декабря 2009 года скончался у себя дома в городе Екатеринбурге.
Похоронен на Лесном кладбище города Екатеринбурга (секция 178).

## Государственные награды
Орден Трудового Красного Знамени (1980) и орден Знак Почета, (1974), медаль «За доблестный труд. В ознаменование 100-летия со дня рождения В. И. Ленина» (1970), медаль «Ветеран труда» (1987), нагрудный знак «Шахтерская слава» II и III степени (1985 и 1982).

## Воспоминания (документально-художественные книги)
- Вылеток И. Б., Нечаев В. Ф., Сабуров С. В. Строить — значит жить. БШСУ 30 лет. — Березники: ООО СМТ «БШСУ», 2006. — 51 с.
- Нечаев В. Ф. «Сильвинит» смотрит вперёд. Записки Генерального директора. — Соликамск: Типограф, 2006. — 159 с.
- Нечаев В. Ф. Первопроходцы недр. Воспоминания первого начальника Березниковского шахтостроительного управления. — Соликамск: Типограф, 2007. — 147 с.
- Нечаев В. Ф. История Уральского калия. — Соликамск: Типограф, 2008. — Кн. 1: Соликамские калийные предприятия. — 190 с.
- Нечаев В. Ф. История Уральского калия. — Соликамск: Типограф, 2009. — Кн. 2: Березниковские калийные предприятия. — 176 с.